# Granik
Granik – (nazwa zniesiona) nieoficjalna część wsi Zastań w Polsce położona w województwie zachodniopomorskim, w powiecie kamieńskim, w gminie Wolin.
Nazwa z nadanym identyfikatorem SIMC występuje w zestawieniach archiwalnych TERYT z 1999 roku.
W latach 1975–1998 miejscowość należała administracyjnie do województwa szczecińskiego.

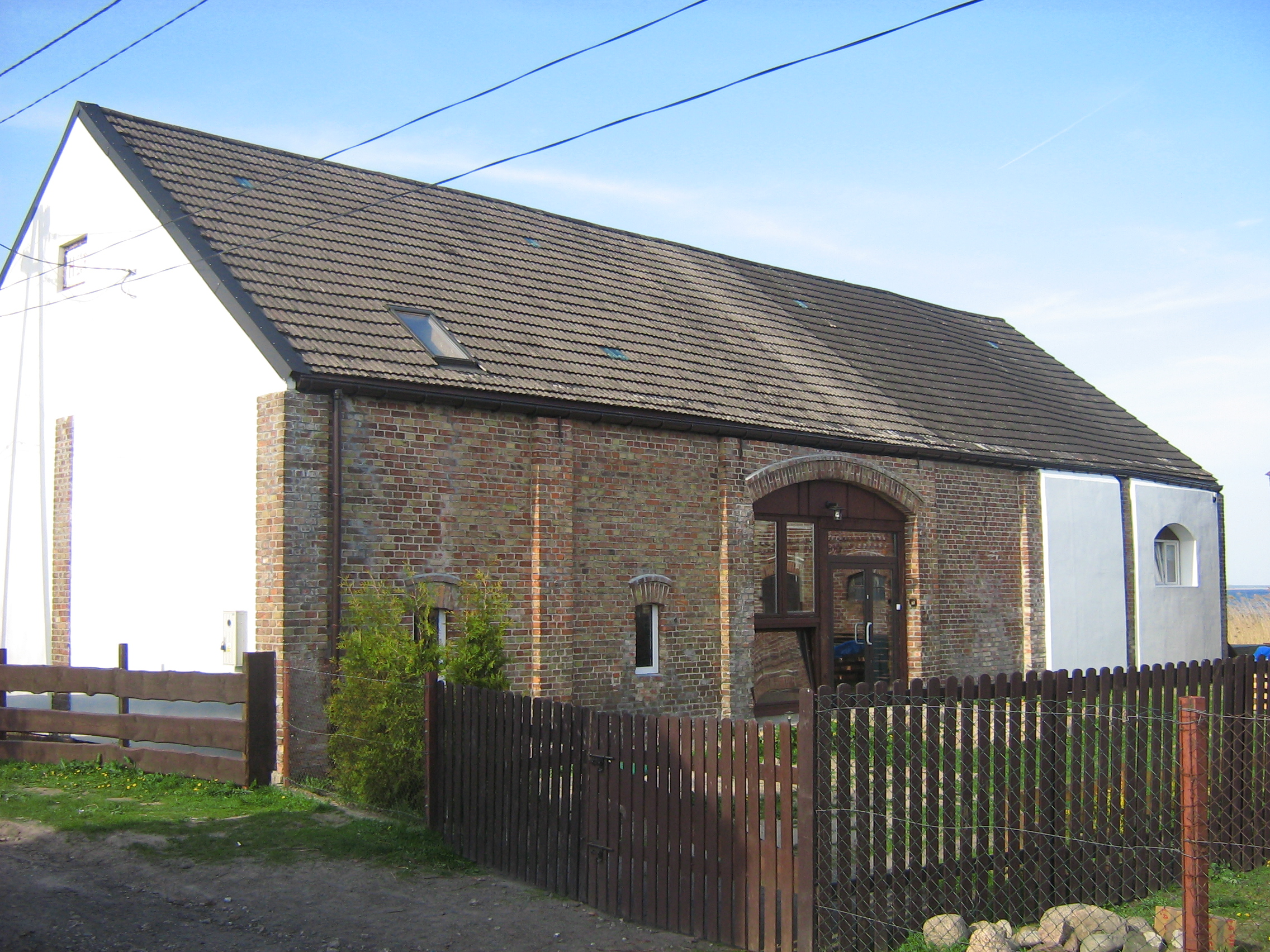
Dom w Graniku